# MotoGP Ultimate Racing Technology 3
MotoGP Ultimate Racing Technology 3 ist ein Computerspiel von THQ, welches mit offizieller Lizenz der MotoGP-Saison 2004 diese Saison nachstellt. Der Vorgänger ist MotoGP URT 2, der Nachfolger ist MotoGP 06, für PC erst MotoGP 07. Das erste Spiel der Serie von THQ ist MotoGP von 2003.

## Features
- Alle 16 Strecken der Motorrad-Weltmeisterschaft 2004
- Alle 24 Fahrer der Saison
- Bis zu 16 Spieler online

## Das Spiel

### Der Karrieremodus
Im Karrieremodus muss man sich als erstes einen Fahrer erstellen und ein Motorrad wählen. Im MotoGP-Modus stehen einem am Anfang drei Motorräder zur Verfügung. Im Extrem-Modus muss man ein Motorrad kaufen, anfangs hat man aber nur 5000 €. Je nach Rennausgang steigt oder fällt man im Ranglistensystem. Wenn man gegen einen (im Ranglistensystem) besseren Fahrer, wie z. B. Valentino Rossi gewinnt, steigt man Plätze nach oben und gewinnt auch Erfahrungspunkte, die man auf die 4 Kategorien Kurvenlage, Beschleunigung, Bremsen und Leistung verteilen kann. Verliert man gegen einen (im Ranglistensystem) schwächeren Fahrer, sinkt man wieder nach unten. Man startet automatisch auf Platz 100 der Rangliste. Im Extrem-Modus verdient man je nach Platzierung Geld, im „normalen“ Modus (MotoGP) bekommt man Punkte, mit welchen man das Motorrad in den Kategorien Kurvenlage, Beschleunigung, Höchstgeschwindigkeit und Bremsen tunen kann.

### Schnelles Rennen
Hierbei kann man einen der Fahrer der Saison auswählen und mit ihm auf einem selbst eingestellten Kurs antreten. Neben Kurs und Fahrer können auch Wetterverhältnisse eingestellt werden. Als besonderes Extra ist, ebenso wie beim Zeit-Rennen, auch eine Trainingsstrecke enthalten, auf der man eigentlich im Karrieremodus die Einstellungen des Motorrades testen kann.

### Zeit-Rennen
Hierbei kann man aus denselben Kategorien wählen wie beim Schnellen Rennen. Es werden einem am Rand die Bestzeiten des Kurses angezeigt.